# Triunfante (1756)
El Triunfante fue un navío de línea de la Real Armada Española, con un porte de 70 cañones (70+4), construido en los Pedro Fitz-James Stuart, cuyo nombre religioso era Santiago el Menor.

## Construcción
La quilla del Triunfante fue puesta el 26 de septiembre de 1753 en los Reales Astilleros de Esteiro sobre la misma grada donde se había botado previamente el Oriente y desde este mismo emplazamiento fue botado en 1756.

## Historial
Poco después de ser entregado a la Armada, en agosto de 1756, fue incorporado a la escuadra de Pedro Fitz-James Stuart junto con los navíos Héctor, Soberano y Vencedor, para ser inspeccionados antes de zarpar con rumbo a Cartagena. Tras llegar en octubre de 1756 fue desarmado y quedó en estado de reserva. 
En marzo de 1757 fue rearmado en Cartagena con los navíos Héctor, Soberano y Vencedor. Tras ser dado de alta en mayo de 1758, fue dedicado al corso junto con Héctor, Soberano, Vencedor, Septentrión y las fragatas Astrea y Juno, hasta que fue relevado por el Atlante en noviembre de ese mismo año. Al mes siguiente recibió instrucciones para que estuviese listo para navegar en la siguiente primavera. 
En 1759, bajo el mando del capitán de navío Juan de Lángara y como buque insignia del teniente general Andrés Reggio, participó en la escuadra capitaneada por el marqués de la Victoria que trasladó en el Real Fénix hasta Barcelona al rey Carlos III desde Nápoles.
El 3 de julio de 1760 zarpó de Cartagena junto al Soberano, bajo el mando del marqués de Spínola, para proveer de agua a los navíos del jefe de escuadra Gutierre de Hevia, marqués del Real Transporte, que se encontraban en las costas de Argel. En septiembre de 1760 fue carenado y forrado con planchas de cobre en el arsenal de Cartagena, desde donde partió en la primavera de 1761 junto acon el Terrible y la fragata Astrea con la misión de patrullar y realizar funciones de corso por el mar Mediterráneo. 
Tras la declaración de guerra contra Gran Bretaña con el trasfondo de la Guerra de los Siete Años en 1762, el 2 de enero se encontraba en la bahía de Cádiz con la escuadra de Blas de Barreda, como su navío insignia. Fue uno de los navíos que condujo a Liorna a la princesa María Luisa de Parma para casarse con el infante don Carlos, luego Carlos IV.
En febrero de 1765 fue puesto al mando del capitán de navío Adrián Caudrón de Cantein, con el que zarpó de Cartagena en febrero de 1766 y retornó en junio al mismo puerto con un pingue napolitano represado en Mahón a una galeota argelina. 
Desde febrero de 1767 se le asignó la misión de recoger a los jesuitas de diferentes puertos para llevarlos a Cádiz, y de este puerto escoltar a varios transportes hasta Civitavecchia. 
En mayo de 1767 recibió la orden de cruzar sobre los cabos de San Vicente y Santa María, dejándose ver desde Cádiz cada quince días. El 10 de agosto de 1767, arribó al puerto de Mogador para recoger a Jorge Juan y su séquito, tras su estancia en Marruecos, en el cual había conseguido un tratado de paz y comercio. Retornó a Cádiz el 27 de agosto, donde quedó desarmado. 
En marzo de 1769 se ordenó su armamento y al mes siguiente fue puesto al mando del capitán de navío Juan García de Postigo, para realizar transportes de tropas a Ceuta desde Cartagena y misiones de corso contra navíos argelinos en 1769 y 1770. 
A finales de junio de 1779, al declarar España la Guerra a Gran Bretaña en el contexto de la Guerra de Independencia de los Estados Unidos, se encontraba desarmado en Cartagena. Devuelto al servicio activo, fue incorporado a la escuadra del teniente general Luis de Córdova y Córdova. Participó en los bombardeos de Gibraltar. El 21 octubre de 1782, tomó parte en la batalla de Cabo Espartel con la escuadra de Luis de Córdova, en la que sufrió la pérdida de dos de sus tripulantes y otros 36 resultaron heridos. 
En agosto de 1783 se dieron las órdenes para el apresto de una escuadra con destino a Constantinopla puesta al mando del brigadier Gabriel de Aristizábal y Espinosa, con motivo del tratado de paz entre la Corona española y el Imperio otomano, y para trasladar a bordo al embajador español Juan de Bouligny. Los buques asignados fueron: 
- Triunfante, al mando del capitán de navío Sebastián Ruiz de Apodaca,
- San Pascual, al mando del capitán de navío Francisco Javier Winthuysen,
- bergantín Infante, al mando del teniente de navío Juan María de Villavicencio.

La escuadra estuvo lista para zarpar el 24 de abril. La tarde del 4 de mayo, llegó al puerto de Menorca el bergantín Infante y al día siguiente el resto de la escuadra junto a la fragata Santa Clotilde, que se unió a la expedición al mando del Capitán de Fragata Bartolomé de Ribera. 
En julio de 1793, fue armado en Cartagena para sustituir al Atlante. Su mando le fue otorgado al capitán de navío Antonio Pérez Meca, tras lo cual se incorporó a la escuadra del general Borja. 
En 1795, estaba destinado a la escuadra del teniente general Federico Gravina, que actuó en el Mediterráneo durante la guerra contra la República francesa. El 5 de enero de 1796, en la bahía de Rosas, su comandante, el capitán de navío Juan Vicente Yáñez, estaba a bordo del San Hermenegildo junto a Gravina; a causa del mal tiempo su segundo comandante ordenó arribar hacia la playa, donde quedó varado entre San Pedro Pescador y La Escala a consecuencia del temporal. No se registraron víctimas mortales. Posteriormente, se pudo recuperar parte de la artillería.

## Investigaciones en el pecio
En 1974, la Armada Española realizó una expedición subacuática desde el Poseidón, que recuperó algunos restos, como cañones de 24 libras y partes del casco que aún conservaban las planchas de cobre, y que se conservan en el Museo Naval de Madrid.
Desde septiembre de 2008, se investiga sobre su pecio la forma de construcción de los navíos de línea de la Armada española según el sistema inglés, conocido en España como sistema de Jorge Juan.